# Cameron Donald
Cameron Donald (* 28. September 1977 in  Melbourne) ist ein australischer Motorradrennfahrer, der überwiegend an Straßenrennen teilnimmt.

## Karriere und Leben
Donald nahm Ende der 1990er-Jahre an Speedway-Veranstaltungen teil und konnte mehrmals die regionale Meisterschaft in Victoria gewinnen. Anfang des Jahrtausends konzentrierte er sich zunehmend auf den Straßenrennsport und nahm an den relativ wenigen Veranstaltungen dieser Gattung im asiatischen Raum teil, etwa dem Macao Grand Prix. Der Durchbruch blieb ihm dabei verwehrt.
Ab 2005 trat er schwerpunktmäßig bei den europäischen Rennserien an. Sein Auftakt bei der North West 200 endete mit einem Unfall und dem Bruch seines Schlüsselbeins. 2008 konnte er einen Doppelsieg bei der Isle of Man TT auf Suzuki einfahren. Seit 2013 ist er an der Seite von Bruce Anstey im Monster Engergy Team auf Werksmaschinen von Norton aktiv und ersetzt dort seit 2015 John McGuinness.
Während der Saison lebt Donald in Nordirland.

## Siegestatistik (Auszug)
| Jahr | Klasse     | Maschine | Rennen         |
| ---- | ---------- | -------- | -------------- |
| 2008 | Superstock | Suzuki   | Isle of Man TT |
| 2008 | Superbike  | Suzuki   | Isle of Man TT |